# 2002年大韓民国大統領選挙
2002年大韓民国大統領選挙（2002ねんだいかんみんこくだいとうりょうせんきょ、韓国語: 2002년 대한민국 대통령 선거）は、第16代大韓民国大統領を選出するため、2002年12月19日に行なわれた選挙である。なお、韓国では選挙回数を「第○回」ではなく「第○代」と数える。

## 本大統領選挙の特徴
韓国の憲法では大統領の任期は5年単任制で再選が認められておらず、常に新人同士の争いとなる。今回は、大統領の座を退く金大中大統領の太陽政策を継承する姿勢を鮮明に示した与党・新千年民主党（以下、民主党）の大統領候補である盧武鉉と、太陽政策を真っ向から批判する最大野党・ハンナラ党の李会昌候補による事実上の一騎討ちの選挙戦となった。

## 与野党の候補者予備選

### 民主党
与党・民主党は2002年1月7日に行われた党務会議で、次期大統領候補と党代表を同時選出するための党大会を4月20日に行うことを決定した。また公認候補は党内選挙で選出するものとし、公認候補となった場合における党代表職の兼務禁止などの党指導部の改革も決められた。
党内選挙は、3月初めから4月末までの7週間の毎週末、全国16箇所の市・道別に巡回して行われ、各地域の得票を合計し、ソウルでの投票終了後、党大会で党候補者が決定される方法が採られた。そして、この選挙では党員で無い一般国民も、「国民選挙人団」として参加できるようになった。党内選挙の有権者70,000名の内、半分が「国民選挙人団」で占められ、応募した二十歳以上の国民の中から抽選されて決められた。また、国民選挙人団の各地域への人数配分は人口比率で決められ、定員の30％が予備選挙人団として追加抽選された。ちなみに国民選挙人団の定員35,000名の内、1,750名はインターネット投票によるものである。投票方式は選好投票制が採用され、有権者は電子投票で投票した。
2月22日と23日の両日、大統領候補予備選挙の立候補登録が行われ以下の7名が立候補した。
| 候補者 | 略歴 |
| ------ | --- |
| 盧武鉉 | 57歳。慶尚南道出身。弁護士として労働運動や民主化運動に携わり、1988年の国会議員選挙で国会議員となった。元海洋水産部長官。党内改革派が支援。                                                                                           |
| 李仁済 | 55歳。元京畿道知事、1997年の大統領選挙に国民新党から立候補後、翌年に民主党の前身である新政治国民会議に合流。東橋洞系旧派が支援。 |
| 鄭東泳 | 50歳。全羅北道出身。現職国会議員（第15代、第16代）。党常任顧問。1970年代、朴正熙大統領による維新体制に反対する学生運動のリーダーを務めていた経験あり。党内若手政治家が支援。                                                         |
| 韓和甲 | 64歳。全羅南道出身。現職国会議員（第14代、第15代、第16代）。金大中大統領の側近で、東橋洞系新派の中心人物。 |
| 金重権 | 64歳。慶尚北道出身。元国会議員（11代、12代、13代）。党常任顧問。大学卒業後に判事となり、ソウル高等法院判事などを歴任、その国会議員となり、盧泰愚政権では政務主席秘書官を務めた。                                                     |
| 金槿泰 | 56歳。京畿道出身。現職国会議員（第15代、第16代）。全斗煥政権の独裁に反対し民主化を求める靑年・学生によって結成された民主化運動青年連合の初代議長。1995年に民主党（新政治国民会議の前身）に入党し、政治家になった。党内改革派が支援。 |
| 柳鍾根 | 59歳。全羅北道出身。ニューヨーク州立大学卒。1995年の地方選挙で全羅北道知事となった。 |

党代議員を対象とした事前の世論調査では、李仁済が優位であったが、3月9日の済州道、翌10日の蔚山広域市を皮切りに行われた予備選挙では、ノサモの精力的な活動に後押しされた盧武鉉が当初から優位に立ち、李仁済は出身地である忠清道（大田広域市・忠清北道、忠清南道）における選挙でのみ勝利しただけであった。そして、全国11地域での予備選挙が終わった段階で、盧武鉉8,018票、李仁済7,002票、鄭東泳1,817票となり、盧武鉉と李仁済の票差は1,016票にまで広がった。残る釜山市（4月20日実施）と京畿道（4月21日実施）、ソウル市（4月27日実施）の選挙で逆転は困難と判断した李仁済は、4月17日に党内選挙辞退を公式に表明した（李仁済以外の候補は、金槿泰が3月12日に柳鍾根が3月14日、韓和甲は3月19日、金重権が3月25日に党内選挙辞退を表明した）。そして、4月27日の党大会で盧武鉉候補が正式に民主党の大統領候補に指名された。
民主党大統領候補予備選挙最終結果
盧武鉉：17,568票（72.2％）
鄭東泳：6,767票 （27.8％）
無効票：224票
有権者：70,769名
投票者数：34,381名
投票率：48.6％

### ハンナラ党
民主党の大統領候補予備選挙において国民参加方式が取り入れられたことに触発され、ハンナラ党でも予備選挙における国民参加方式を導入することを1月22日の｢選択2002準備委員会」（以下選準委）の会議で決定した。そして、5月9日の党大会で大統領候補を党指導部と共に選出することを決定した。ハンナラ党の候補者予備選挙有権者50,000名の内、半分を国民選挙人団とし、投票は1人1票制で電子投票で行われた。4月4日と5日に立候補登録が行われ、以下の4名が立候補した。
| 候補者 | 略歴 |
| ------ | --- |
| 李会昌 | 64歳。ソウル市出身。現職国会議員（第15代、第16代）。ソウル大学校在学中に司法試験に合格、卒業後は判事となり1981年から大法院の判事も務めた。そして、金泳三政権で国務総理を務めたが、総理の権限を巡って大統領と対立、わずか120日で辞職。前回（1997年）もハンナラ党の大統領候補として立候補したが、金大中に敗れている。 |
| 崔秉烈 | 65歳。慶尚南道出身。現職国会議員。大学卒業後、朝鮮日報記者を経て1985年の国会議員選挙で国会議員となった。文化広報部長官（1989年）や労働部長官（1990年）などを勤めた。 |
| 李富栄 | 61歳。ソウル市出身。現職国会議員（第14代、第15代、第16代）。東亜日報記者、在野で民主化運動に取り組んだ後、1992年の国会議員選挙で国会議員となった。 |
| 李祥羲 | 65歳。釜山出身。民間企業役員を経て1981年の国会議員選挙で国会議員となる。科学技術処長官（1988年）。 |

全国12箇所で投票が行われたが、当初から李会昌が優勢で、5月10日に開催されたハンナラ党の党大会で李会昌が公認候補に指名された。
ハンナラ党候補者予備選挙最終結果
李会昌：17,481票（68.0％）
崔秉烈：4,694票（18.2％）
李富栄：2,926票（11.4％）
李祥羲：608票（2.4％）

### 盧武鉉と鄭夢準の候補者一本化
盧武鉉が民主党の大統領候補となった直後に行われた全国同時地方選挙で野党ハンナラ党が圧勝し、民主党は惨敗した。選挙直後に行われた各種世論調査で盧武鉉候補と民主党に対する支持率は大きく下落、李会昌候補とハンナラ党を大きく下回った。こうした結果を受け、党内では非主流派議員を中心に「予備選挙の再実施」や「候補者見直し」を求める声が挙がり始めた。2002年ワールドカップの立役者で国民から高い支持を得た鄭夢準議員が9月に立候補を表明すると、党内では鄭夢準への一本化を求めるグループが現れた。
鄭夢準は10月に新党「国民統合21」（以下、国民統合）を発足させ、選挙体制準備を整える一方で盧武鉉候補との候補者一本化交渉にも着手した。当時、支持率で李会昌候補を下回っていた盧武鉉候補側もこれを受け入れ、候補者一本化は世論調査によって行い、敗者が勝者側の選挙対策委員長を引き受けることで双方が合意した。11月25日に候補者一本化のための世論調査が実施され、盧武鉉候補が鄭夢準候補に勝利した。これを受け、盧武鉉候補は民主党と国民統合の統一候補として27日に中央選挙管理委員会へ候補者登録を行い、鄭夢準は両党共同選挙対策委員会の委員長に就いた。

## 候補者
2002年11月27日と28日が候補者の登録日で、以下の7人が立候補した
| 番号 | 党派                                                    | 候補者名          | 略歴 |
| ---- | ------------------------------------------------------- | ----------------- | --- |
| 1    | ハンナラ党 （한나라당）                                 | 李会昌 （이회창） | 前章の略歴を参考 |
| 2    | 新千年民主党 （새천년민주당） 国民統合21 （국민통합21） | 盧武鉉 （노무현） | 前章の略歴を参考。国民統合は投票直前の12月18日に支持を撤回。 |
| 3    | ハナロ国民連合 （하나로국민연합）                       | 李漢東 （이한동） | 69歳。京畿道出身。元国務総理。1997年の大統領選挙において金泳三大統領の後継候補に名乗りを上げたが、李会昌に敗れ、新韓国党を離脱し、自民連に合流した。2001年9月、自民連が民主党との連立政権を解消後、同党を離党した。 |
| 4    | 民主労働党 （민주노동당）                               | 権永吉 （권영길） | 62歳。慶尚南道出身。民主労動組合総連盟の初代委員長で前回（1997年）の大統領選挙では「国民勝利21」から出馬したが、落選した。この年の6月に行われた全国同時地方選挙で民主労働党は躍進を遂げる。                         |
| 5    | 社会党 （사회당）                                       | 金榮圭 （김영규） | 56歳。仁川広域市出身。大学教授から社会主義運動家へ転身。この年の6月に行われた全国同時地方選挙で仁川広域市の市長候補に立候補するも落選。                                                                             |
| 6    | 護国党 （호국당）                                       | 金吉洙 （김길수） | 54歳。僧侶 |
| 7    | 無所属 （무소속）                                       | 張世東 （장세동） | 66歳。12月18日に立候補を辞退 |

## 選挙結果
民主党の盧武鉉が2位の李会昌に得票率2.32％、得票数で57万票あまりの僅差で勝利した。
- 投票率：70.8％（選挙人数：34,991,529／総投票者数：24,784,963）
韓国中央選挙管理委員会の「歴代選挙情報システム」より

| 当落 | 党派           | 候補   | 得票数     | 得票率 |
| ---- | -------------- | ------ | ---------- | ------ |
| 当選 | 新千年民主党   | 盧武鉉 | 12,014,277 | 48.91% |
|      | ハンナラ党     | 李会昌 | 11,443,297 | 46.59% |
|      | 民主労働党     | 権永吉 | 957,148    | 3.89％ |
|      | ハナロ国民連合 | 李漢東 | 74,027     | 0.30％ |
|      | 護国党         | 金吉洙 | 51,104     | 0.20％ |
|      | 韓国社会党     | 金榮圭 | 22,063     | 0.08%  |

| 候補者           | 候補者           | 盧武鉉    | 盧武鉉    | 李会昌    | 李会昌    | 権永吉  | 権永吉    |
| 地域名/得票数･率 | 地域名/得票数･率 | 得票数    | 得票率    | 得票数    | 得票率    | 得票数  | 得票率    |
| ---------------- | ---------------- | --------- | --------- | --------- | --------- | ------- | --------- |
| 首都圏           | ソウル特別市     | 2,792,957 | (51.3％)  | 2,447,376 | (44.96％) | 179,790 | (3.3％)   |
| 首都圏           | 仁川広域市       | 611,766   | (49.83％) | 547,205   | (44.57％) | 61,655  | (5.02％)  |
| 首都圏           | 京畿道           | 2,430,193 | (50.65％) | 2,120,191 | (44.19％) | 209,346 | (4.36％)  |
| 江原道           | 江原道           | 316,722   | (41.51％) | 400,405   | (52.48％) | 38,722  | (5.08％)  |
| 忠清道           | 大田広域市       | 369,046   | (55.09％) | 226,760   | (39.82％) | 29,728  | (4.44％)  |
| 忠清道           | 忠清北道         | 365,623   | (50.42％) | 311,044   | (42.89％) | 41,731  | (5.75％)  |
| 忠清道           | 忠清南道         | 474,531   | (52.16％) | 375,110   | (41.23％) | 49,579  | (5.45％)  |
| 全羅道           | 光州広域市       | 715,182   | (95.18％) | 26,869    | (3.58％)  | 7,243   | (0.96％)  |
| 全羅道           | 全羅北道         | 966,053   | (91.59％) | 65,334    | (6.19％)  | 14,904  | (1.41％)  |
| 全羅道           | 全羅南道         | 1,070,506 | (93.39％) | 53,074    | (4.63％)  | 12,215  | (1.07％)  |
| 慶尚道           | 釜山広域市       | 587,946   | (29.86％) | 1,314,274 | (66.75％) | 61,281  | (3.11％)  |
| 慶尚道           | 大邱広域市       | 240,745   | (18.68％) | 1,002,164 | (77.75％) | 42,174  | (3.27％)  |
| 慶尚道           | 蔚山広域市       | 178,584   | (35.27％) | 267,737   | (52.88％) | 57,786  | (11.41％) |
| 慶尚道           | 慶尚北道         | 311,358   | (21.65％) | 1,056,446 | (73.47％) | 62,522  | (4.35％)  |
| 慶尚道           | 慶尚南道         | 434,642   | (27.08％) | 1,083,564 | (67.52％) | 79,853  | (4.98％)  |
| 済州道           | 済州道           | 148,423   | (56.05％) | 105,744   | (39.63％) | 8,619   | (3.25％)  |

出典：財団法人・自治体国際化協会のClairRepot 第244号『大韓民国の第16代大統領選挙』の第5章｢選挙結果」に記されていた「表：各候補者の地域別得票数及び得票率」。主要候補の盧武鉉と李会昌及び権永吉の3人のみを取り上げた。

### 結果解説
李会昌候補を僅差で押さえて当選した盧候補はソウル市を中心とする首都圏のほか、忠清道や全羅道など10の広域市・道で李会昌候補を上回った。一方、破れた李会昌候補はハンナラ党の地盤である慶尚道のほか、江原道の六つの広域市・道で盧武鉉候補を上回った。この結果、西側地域（首都圏・忠清道・全羅道・済州道）と東側地域（江原道・慶尚道）で与野党大統領候補支持の強弱が真っ二つに分かれる結果となった。なお、この年の6月の地方選挙で躍進して存在感を発揮した民主労働党の権永吉候補は盧武鉉と李会昌の両候補に埋没し、全国平均で4％弱の支持にとどまったが、民労党の支持母体である民主労総の勢力が強い蔚山市では一割を超える支持を集めた。
盧候補勝利の要因として、投票直前の12月18日に国民統合が盧武鉉候補への支持撤回を表明したことに危機感を持った盧候補支持者が、インターネットでの呼びかけに呼応して投票に行ったことも指摘されている。